# Camponotus donnellani
Camponotus donnellani es una especie de hormiga del género Camponotus, tribu Camponotini. Fue descrita científicamente por Shattuck & McArthur en 2002.
Se distribuye por Australia. Vive en brezales y el forraje.